# 蓋斯峰 (雷蒂孔山)
47°2′41″N 9°49′40″E / 47.04472°N 9.82778°E

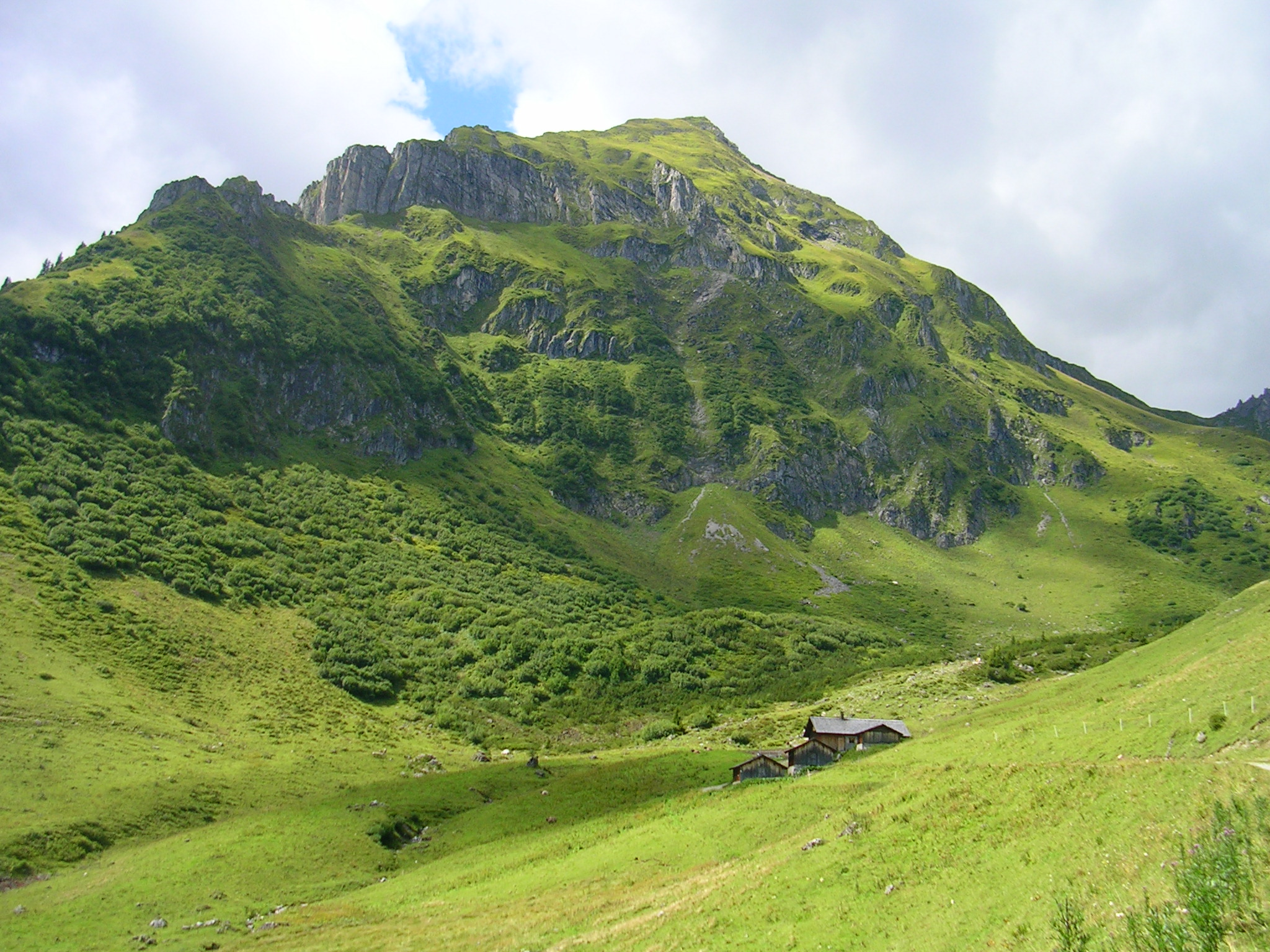

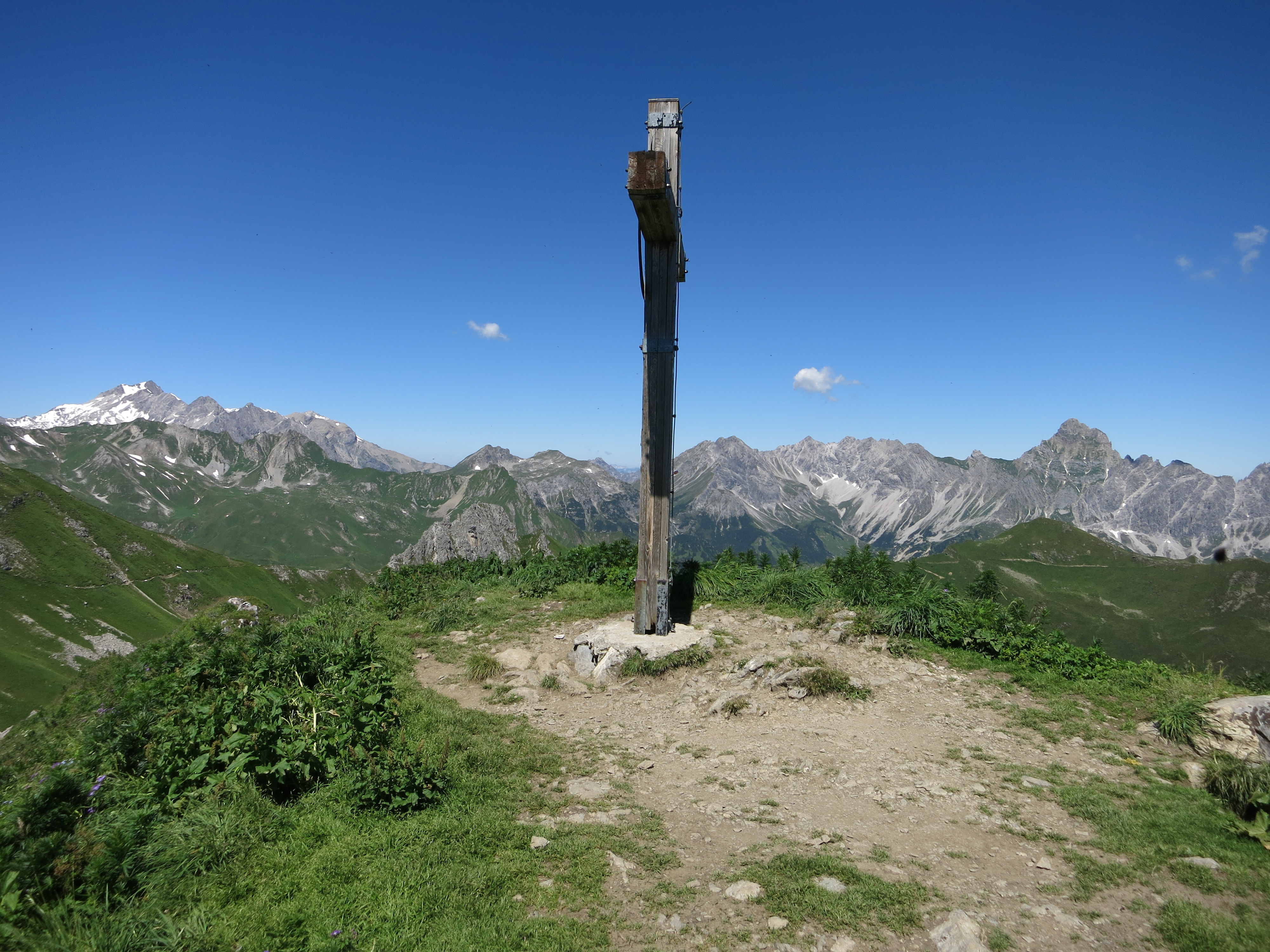

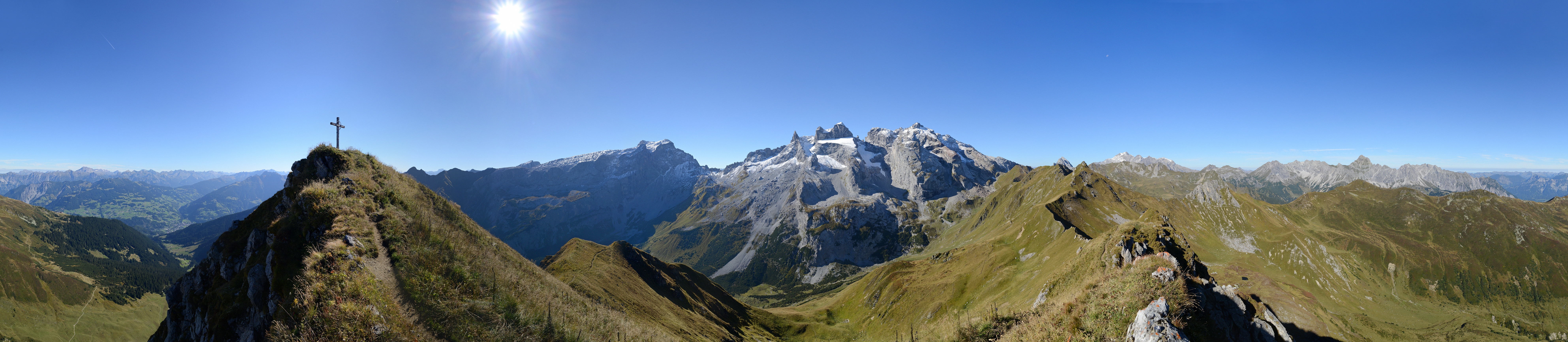

蓋斯峰（德語：Geißspitze），是奧地利的山峰，位於該國西部，由福拉爾貝格州負責管轄，屬於雷蒂孔山的一部分，海拔高度2,334米，每年平均降雨量1,729毫米。